# Chayanne (album 1987)
Chayanne è il terzo album in studio del cantante portoricano Chayanne, pubblicato nel 1987.

## Tracce
1. Fiesta en América – 3:44
2. Digo no – 3:53
3. Para tenerte otra vez (I'll Find My Way Home) – 5:07
4. Peligro de amor (Amanhã Talvez) – 4:04
5. Tu y yo – 4:20
6. Violeta (Fricote) – 3:31
7. Quien soy yo – 3:42
8. Te deseo – 3:51
9. Emociones cuantas emociones (Emozione dopo emozione) – 4:44
10. Una Luna para dos – 3:23